# Capitão de Campos
Capitão de Campos est une municipalité brésilienne située dans l'État du Piauí.